# Aaron von Alexandria
Aaron von Alexandria (auch Ahron oder Ahrun) war ein in der ersten Hälfte des 7. Jahrhunderts lebender Arzt. Er wohnte in Alexandria und schrieb auf Griechisch ein größtenteils verlorenes, 30 Bücher umfassendes medizinisches Werk, das den Titel Πανδέκτης trug. Auch nach der Übernahme Alexandrias durch die Araber 643 wurde ihm erlaubt, an der Schule von Alexandria weiter zu wirken.
Aaron war nach unterschiedlichen Forschungsmeinungen entweder ein christlicher Priester (Presbyter) oder ein Jude. Er lebte zur Regierungszeit des byzantinischen Kaisers Herakleios (610–641) und war ein Zeitgenosse des griechischen Arztes Paulos von Aigina. Laut Gregorius Bar-Hebraeus wurden Aarons Pandekten der Medizin von einem Alexandriner namens Gosius unter dem Titel Kunnash aus dem Griechischen ins Syrische übersetzt und von einem Sergius um zwei Bücher vermehrt. Ferner gibt Bar-Hebraeus an, dass Aarons Πανδέκτης unter dem Kalifen Marwan I. um 684 von einem Juden namens Masarjawayh auch ins Arabische übersetzt wurden.
Wenn auch Aarons Werk nicht erhalten ist, so überliefert zumindest der persische Arzt Rhazes im Liber continens größere Auszüge daraus. Demnach gab Aaron u. a. eine gute Beschreibung der Pocken. Er war der früheste Autor, der diese Krankheit sowie die Masern erwähnte. Auch betrachtete er die Pocken und Masern als Erscheinungsformen derselben Infektionskrankheit. Außer von Rhazes wird Aaron u. a. von Yuhanna ibn Masawaih, Serapion und Konstantin dem Afrikaner zitiert. Haly Abbas  gibt an, dass die Gebiete der Diätetik und Chirurgie von Aaron oberflächlich behandelt worden seien.